# Kamil Roba
Kamil Roba (1994) è un giocatore di football americano ceco, che gioca come wide receiver per i Prague Black Panthers..
Ha giocato per i Budweis Hellboys dal 2012 al 2016 e per i Prague Lions nel 2017 e nel 2018.

## Palmarès
- 1 Czech Bowl (2018)
- 1 ČLAF B (2012)